# دنیس اسلمار
دنیس اسلمار (انگلیسی: Dennis Slamar؛ زادهٔ ۸ سپتامبر ۱۹۹۴) بازیکن فوتبال اهل آلمان است.
از باشگاه‌هایی که در آن بازی کرده‌است می‌توان به باشگاه فوتبال کارل زایس ینا اشاره کرد.